# Preservação

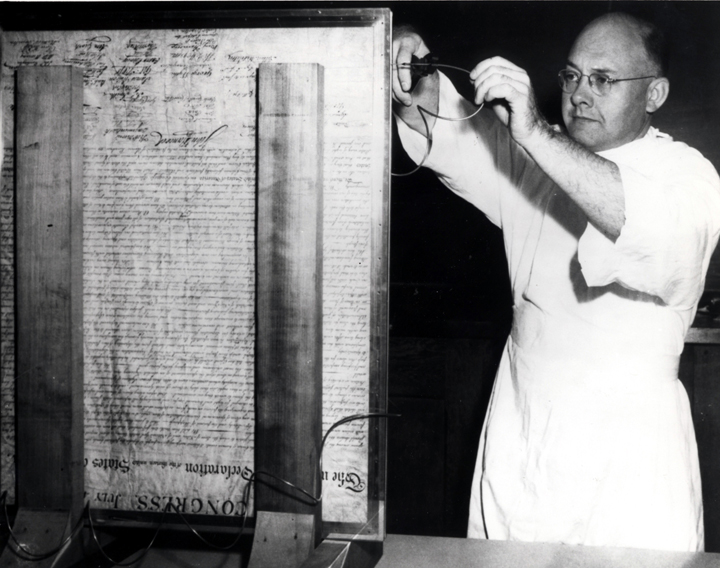
National Institute of Standards and Technology preservando a Declaração da Independência dos Estados Unidos em 1951

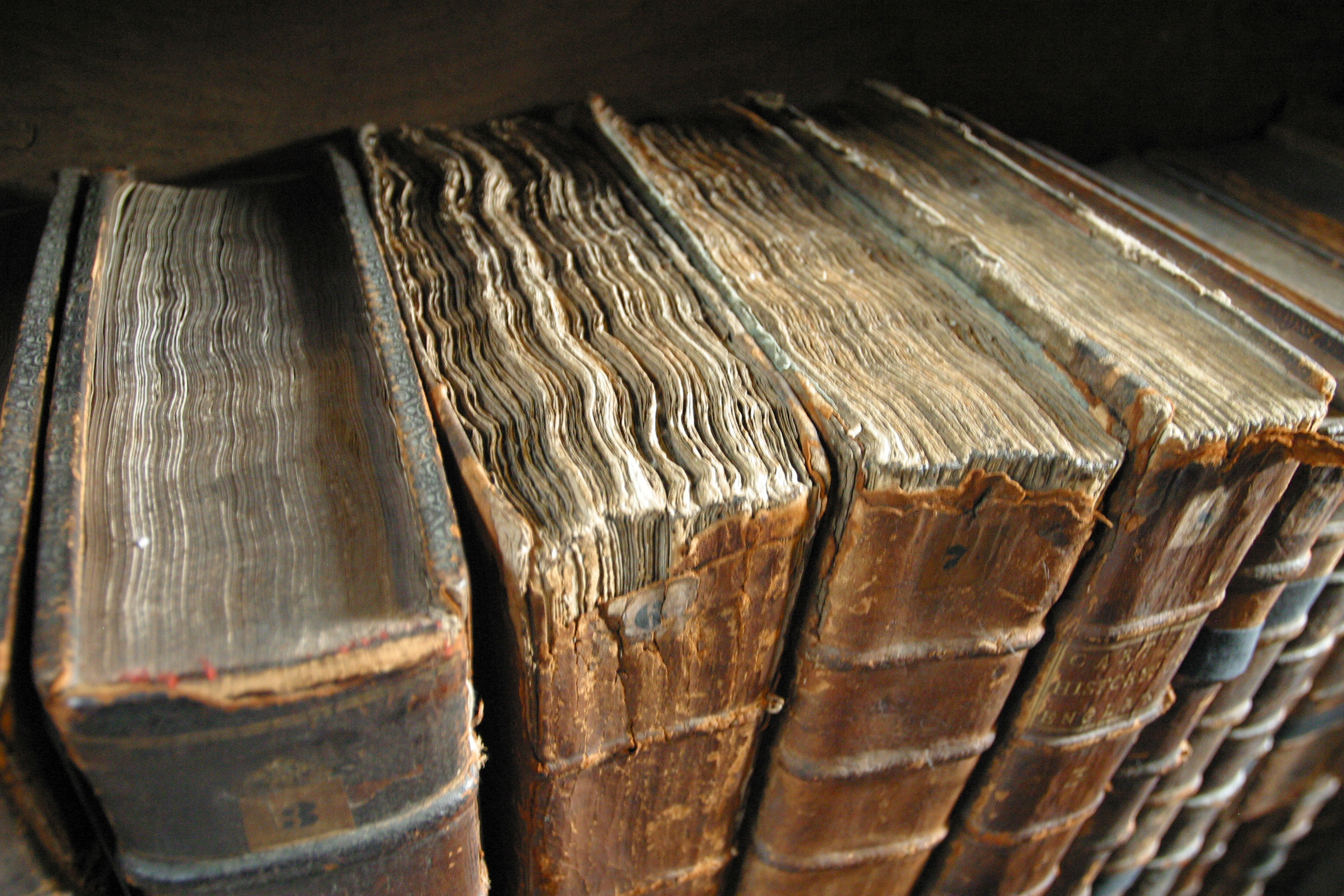
Livros deteriorados na biblioteca do Merton College, em Oxford.

Preservacionismo é uma política adotada nas empresas para a conservação dos documentos. Ela vem das áreas de arquivologia, da biblioteconomia e museologia preocupadas com a manutenção ou a restauração do acesso a artefatos, documentos e registros através do estudo, diagnóstico, tratamento e prevenção de danos e da deterioração. Alguns desses conceitos se assemelham com os conceitos de conservação e restauração, porém existem diferenças. Para Cassares (2000, p. 12), a preservação "é um conjunto de medidas e estratégias de ordem administrativa, política e operacional que contribuem direta ou indiretamente para a preservação da integridade dos materiais". A conservação se refere ao tratamento e reparo de itens individuais sob a ação de degradação lenta ou à restauração de sua usabilidade. O termo "conservação" é, às vezes, usado de forma indiferente com relação ao termo "preservação", particularmente fora da literatura profissional.

## História

### Antecedentes
Apesar de a preservação, enquanto profissão formal desempenhada em bibliotecas e arquivos, datar do século XX, sua filosofia e prática tem raízes em tradições mais antigas. Em biblioteconomia, a preservação é tratada como um processo intencional e ativo, em oposição ao sentido passivo que a preservação adquire em outros campos como a paleontologia ou a arqueologia. A sobrevivência desses itens é uma obra do acaso, na perspectiva da ciência da informação, enquanto a sua preservação após a descoberta é objeto de atividade intencional.
O registro humano de dados humanos pode ser traçado até o boom da arte rupestre no paleolítico superior, uns 32 ou 40 mil anos atrás. Antecedentes mais diretos são os sistemas de escrita que se desenvolveram no quarto milênio a.C.. Registros escritos e práticas de compartilhamento de informação, juntamente com a tradição oral, sustêm e transmitem informação de um grupo para outro. Esse nível de preservação tem sido suplementado ao longo do último século com a prática profissional de preservação e conservação do legado cultural das comunidades.
1. Tradição oral ou cultura oral, a transmissão de informação de uma geração à outra sem um sistema de escrita.
2. Práticas de antiquários, inclusive escribas, práticas de sepultamento, as bibliotecas de Pérgamo e Alexandria e outros arquivos antigos.
3. Práticas medievais, inclusive o scriptorium e as coleções de relíquias
4. Renascimento e a concepção em mudança de artistas e obras de arte
5. Iluminismo e os enciclopedistas
6. O imperativo preservacionista do romantismo

### Acontecimentos significativos
- 1933: William Barrow introduz a desacidificação do papel quando publica um paper sobre o problema do papel ácido. em estudos posteriores, Barrow testou papéis de livros americanos feitos entre 1900 e 1949 e descobriu que depois de quarenta anos os livros tinham perdido em média 96 por cento da sua resistência original; depois de menos de 10 anos, eles já perdiam  64 por cento. Barrow determinou que essa rápida deterioração não era um resultado direto do uso de celulose, uma vez que o papel-pano do mesmo período também se deteriorava com rapidez, mas devido aos resíduos de ácido sulfúrico da produção tanto do papel de celulose quanto do papel-pano. Métodos de manufatura usados depois de 1870 empregavam ácido sulfúrico para sizing e para esbranquear o papel. Métodos de fabricação de papel mais antigos deixavam o produto final apenas levemente alcalino ou mesmo neutro. Esses papéis tem mantido sua resistência por muito mais tempo, de 3 a 8 séculos, apesar do dióxido de enxofre e outros poluentes do ar.[6] O artigo de Barrow de 1933 sobre o estado frágil do papel de celulose predisse que a duração da "vida de prateleira" desse tipo de papel era de aproximadamente 40 ou 50 anos. Nesse ponto o papel passaria a apresentar sinais de deterioração e ele concluiu pela necessidade de pesquisa de uma nova mídia para escrita e impressão.
- 1966: A Enchente do Rio Arno em Florença danificou ou destruiu milhões de livros raros e levou ao desenvolvimento de laboratórios de restauração e novas técnicas de conservação. Importante para esse processo foi o conservacionista Peter Waters, que liderou um grupo de voluntários, chamados de "anjos da lama", no esforço de restauração de milhares de livros e manuscritos. Esse evento alertou muitos historiadores, bibliotecários e outros profissionais sobre a importância de se ter um plano de preservação. Muitos consideram essa enchente como um dos piores desastres desde o incêndio na Biblioteca de Alexandria na Roma antiga. Ele levou a um ressurgimento na profissão de conservação e preservação em todo o mundo.
- 1987: Terry Saunders lança o filme Slow Fires: On the Preservation of the Human Record, que examina a deterioração do papel devida ao ácido.

### Pessoas importantes na história da preservação
- William Barrow (1904 – 1967) foi um químico americano e conservador de papel e um pioneiro na conservação de bibliotecas e arquivos. Ele introduziu o método de conservação do papel pela alcalinização.
- Paul N. Banks (1934 - 2000) foi um conservacionista e chefe do departamento de conservação da Newberry Library de 1964 a 1981, e publicou regularmente sobre encadernação, livros e conservação de papel e problemas relacionados à conservação. Ele desenvolveu e implementou um currículo para a Escola de Biblioteconomia da Universidade Columbia que lidava diretamente com o treinamento em preservação.
- Pamela Darling, historiadora e escritora, foi Especialista em Conservação para a Association of Research Libraries. Seus trabalhos incluem materiais para judar bibliotecas a estabelecer seus próprios programas de conservação.
- Carolyn Harris trabalhou como chefe da Divisão de Preservação de Bibliotecas da Universidade Columbia de 1981 até 1987, onde trabalhou próxima a Paul Banks. Publicou extensas pesquisas ao longo de sua carreira, lidando especialmente com desacidificação de massa do papel de celulose.
- Peter Waters, ex-Chefe de Conservação da Biblioteca do Congresso em Washington, DC, trabalhou nas áreas de recuperação de desastres e prevenção.
- Nicholson Baker é um romancista americano contemporâneo e autor de Double Fold, uma crítica à destruição de mídia baseada em papel pelas bibliotecas.
- Patricia Battin, como primeira presidente da Commission on Preservation and Access, trabalhou para organizar uma campanha nacional (nos Estados Unidos) tanto pelo uso do papel alcalino pelas gráficas e editoras e um programa nacional de preservação através da microfilmagem.
- John F. Dean, bibliotecário de preservação e conservação na Universidade Cornell, tem dado contribuições no sentido de melhorar a preservação de livros em países em desenvolvimento. Especificamente, Dean criou tutoriais on-line para a conservação e preservação no sudeste da Ásia e no Iraque.

## Fundamentos

### Digitalização
Um conceito relativamente novo na área, a digitalização tem sido vista como uma forma de preservar itens históricos para uso futuro. "Digitalizar refere-se ao processo de conversão de materiais analógicos em forma digital".
Para os manuscritos, o armazenamento é feito através da digitalização de um item e salvando-o em um formato digital. Por exemplo, o programa Google Livros fez uma parceria com mais de quarenta bibliotecas em todo o mundo para digitalizar livros. O objetivo deste esforço conjunto é "facilitar que as pessoas encontrem livros relevantes – especificamente, livros que não encontrarão outras formas como aqueles que estão fora de circulação – respeitando cuidadosamente os direitos autorais dos autores e editores". 
Embora a digitalização pareça ser uma área perfeita para a preservação futura, também possui dificuldades. O espaço digital não é gratuito e a mídia e formatos de arquivos podem se tornar obsoletos algum dia, mas a compatibilidade invertida não é garantida. Além disso, imagens com maior qualidade levam mais tempo para serem digitalizadas, mesmo que sejam muito valiosas para uso futuro. Itens frágeis são muitas vezes mais difíceis ou mais caros de digitalizar, o que acaba criando um dilema para preservacionistas, onde é preciso decidir se o acesso digital no futuro vale a possibilidade de danificar o item durante o processo de digitalização. Outros problemas incluem qualidade de digitalização, redundância de livros digitalizados entre diferentes bibliotecas e lei de direitos autorais.
Entretanto, muitos desses problemas estão sendo resolvidos por meio de iniciativas educativas. Alguns programas educacionais estão se adaptando para atender às necessidades de preservação e ajudar novos alunos a entender as práticas de conservação. As disciplinas e progrogramas que ensinam estudantes de pós-graduação sobre bibliotecária digital são especialmente importantes em tal processo. 
Grupos como a Rede de Preservação Digital se esforçam para garantir que "o registro acadêmico completo seja preservado para as gerações futuras". Além disso, a Biblioteca do Congresso mantém um site de sustentabilidade dos formatos digitais que procura educar as instituições sobre vários aspectos da preservação: mais notavelmente, em aproximadamente 200 tipos de formato digital e que são mais propensos a durar para o futuro. 
Preservação Digital é outro nome dado para a digitalização, sendo também o termo mais comumente utilizado em cursos de biblioteconomia. O principal objetivo da preservação digital é garantir que as pessoas tenham acesso, na posteridade, aos materiais digitalmente preservados. 

### Tratamentos específicos de mídia
- Goma de amido
  - Couro#Preservação e condicionamento do couro
- Ephemera and Realia
- Papel
  - Papel alcalino
  - Papel japonês
- Pergaminho
  - Reparação de pergaminhos
  - Preservação de iluminuras
- Gravações sonoras
  - Preservação de fita magnética
- Preservação da história oral
- Preservaçõa da linguagem
- Material iconográfico (visual)
  - Fotografia
  - Reprografia arquitetônica, uma variedade de tecnologias e mídias usadas para se fazer múltiplas cópias de desenhos ou gravações originais de arquitetos, engenheiros, cartógrafos etc.
- Preservação de mídias óticas
- Tinta

### Funções comuns de programas de preservação
- O cuidado com com o acervo é a manutenção geral e os cuidados preventivos de uma coleção como um todo. Isso pode incluir atividades como segurança e monitoramento ambiental, levantamentos de preservação e atividades mais especializadas, como desacidificação em massa.
- Conservação é o tratamento e reparação de itens individuais para retardar a decadência ou restaurá-los a um estado utilizável. É ocasionalmente usada intercambiavelmente com preservação, particularmente fora da literatura profissional.
- Já a preservação digital se trata da manutenção de informações armazenadas digitalmente. Alguns meios de preservação digital incluem refrescar, migração, replicação e emulação. Isso não deve ser confundido com a digitalização, que é um processo de criação de informações digitais que deve então ser preservada de maneira digital.
- Preparação para desastres é a prática de organizar os recursos necessários e planejar o melhor curso de ação para prevenir ou minimizar danos a um determinado acervo em caso de desastre de qualquer nível de magnitude, seja natural ou feito pelo homem.
- Reformatação é a prática de criar cópias de um objeto em outro tipo de dispositivo de armazenamento de dados. Os processos de reformatação incluem microfilmagem e digitalização.

## Práticas
Ao praticar a preservação, há vários fatores que devem ser considerados para preservar adequadamente um registro: 1) o ambiente de armazenamento, 2) os critérios para determinar quando a preservação é necessária, 3) quais são as práticas padrão de preservação para aquela instituição específica, 4) pesquisa e teste, e 5) se algum serviço de fornecedor será necessário para maior preservação e potencialmente conservação.

### Ambiente de armazenamento
Os controles ambientais são necessários para facilitar a preservação de materiais orgânicos e sua monitoração é especialmente em coleções raras. Os principais fatores ambientais a serem observados incluem temperatura, umidade relativa, pragas, poluentes e exposição à luz. 
Em geral, quanto menor for a temperatura, melhor para o acervo. No entanto, uma vez que livros e outros materiais são frequentemente dispostos em áreas comuns, onde a população pode ter acesso, alguns ajustes podem ser feitos para acomodar o conforto humano. Uma temperatura razoável para atingir ambas as metas é de 18-19° C. No entanto, preferencialmente, coleções de filmes e fotografias devem ser mantidas em uma área segregada a 13° C .
Livros são bastante sensíveis à umidade relativa, de modo que  umidade muito alta incentiva o crescimento de e infestações de insetos. Já baixa umidade faz com que os materiais percam sua flexibilidade. As alterações na umidade relativa são mais prejudiciais do que uma umidade constante na faixa média ou baixa. Geralmente, a umidade relativa deve estar entre 30-50% com o mínimo de variação possível, porém as recomendações sobre níveis específicos para manter variam dependendo do tipo de material, ou seja, são baseadas em papel, filme, etc.
A exposição à luz também tem um efeito significativo nos materiais. Não só a luz visível para os seres humanos que pode causar danos, mas também a luz ultravioleta e a radiação infravermelha. Medido em lux ou na quantidade de lúmens/m², o nível de iluminação geralmente aceito com materiais sensíveis é limitado a 50 lux por dia. Materiais que recebem mais lux do que o recomendado podem ser colocados em armazenamento escuro periodicamente para prolongar a aparência original do objeto.
Algumas preocupações recentes sobre o impacto das mudanças climáticas na gestão de objetos do patrimônio cultural, bem como no ambiente histórico têm motivado esforços de pesquisa para investigar métodos e estratégias alternativas de controle climático, que incluem a implementação de sistemas alternativos para substituir ou complementar os sistemas tradicionais de alta energia, bem como a introdução de técnicas de preservação passiva.
Registros tendem a ser sensíveis à rápida temperatura ou à umidade do ciclismo devido à expansão diferencial da ligação e das páginas, o que pode fazer com que a ligação quebre e/ou as folhas deformem. Mudanças na temperatura e umidade devem ser feitas de maneira lenta, para minimizar a diferença nas taxas de expansão. No entanto, um estudo de envelhecimento acelerado sobre os efeitos da diferença de temperatura do ambiente e umidade na cor e força do papel não mostrou nenhuma evidência de que o ciclismo de uma temperatura para outra ou causa um mecanismo diferente de decomposição.
O método mais utilizado para a armazenação de manuscritos, registros de arquivo e outros documentos em papel é colocá-los em pastas de papel sem ácido que são então colocadas em caixas de baixa lignina para uma proteção adicional. Da mesma maneira, livros frágeis, valiosos ou que precisam de proteção podem ser armazenados em caixas de arquivo e gabinetes.

## Preservação em instalações não-acadêmicas

### Bibliotecas públicas
Falta de verba e problemas com o orçamento podem, muitas vezes, interferir na capacidade das bibliotecas públicas de se envolverem em extensas atividades de preservação. Materiais, particularmente livros, são muitas vezes muito mais baratos de substituir do que reparar quando danificados ou usados. Bibliotecas públicas geralmente tentam adaptar seus serviços para atender às necessidades e desejos de suas comunidades locais, o que poderia causar ênfase na aquisição de novos materiais em detrimento da preservação dos antigos. Bibliotecários que trabalham em instituições públicas com frequência precisam que tomar decisões complicadas sobre como melhor atender seus clientes. Normalmente, os sistemas de bibliotecas públicas em rede e, às vezes, com bibliotecas mais acadêmicas através de programas de empréstimos. Ao compartilhar recursos, eles são capazes de expandir o que pode estar disponível para seus próprios usuários e compartilhar as dificuldades da preservação em uma maior variedade de sistemas.

### Repositórios de arquivamento e coleções especiais
As instalações de arquivamento se concentram especificamente em materiais raros e frágeis. Com a equipe treinada em técnicas adequadas, os arquivos são frequentemente disponíveis para muitas instalações de bibliotecas públicas e privadas como uma alternativa para destruir materiais antigos. Itens únicos, como fotografias ou itens que estão fora de impressão, podem ser preservados em instalações de arquivamento mais facilmente do que em muitas configurações de biblioteca. 

### Museus
Como muitas explorações de museus são únicas, incluindo materiais de impressão, arte e outros objetos, os preservacionistas são frequentemente mais ativos nesse cenário; no entanto, uma vez que a maior parte do acervo é, geralmente, muito frágil a conservação pode ser mais necessária do que a preservação. Isso é bastante comum em museus de arte. Os museus normalmente mantêm as mesmas práticas lideradas por instituições de arquivo.